# Alexandre Brito
Soares Carvalho Brito est un nom portugais ; le premier nom de famille (d'usage facultatif) est Soares Carvalho et le second est Brito.
Alexandre Miguel Soares Carvalho Brito, né le 19 juillet 2005 à Lisbonne, est un footballeur portugais qui évolue au poste de milieu défensif au Paphos FC, en prêt du Sporting CP.

## Biographie

### Carrière en club
Brito rejoint le centre de formation du Sporting CP en 2017, après avoir fait ses premières années à ACRD Carenque et au SC Linda-a-Velha. Il signe son premier contrat professionnel avec le club le 21 février 2022, à l'âge de 16 ans. C'est au début de la saison 2023-2024 qu'il rejoint l'équipe réserve du Sporting et s'impose rapidement comme titulaire en tant que milieu défensif dans l'équipe de Liga 3. Le 30 mai 2024, il renouvelle son contrat jusqu'en 2027.
À la fin de l'année 2024, Brito commence à s'entraîner aux côtés de l'équipe première. Il fait finalement ses débuts avec celle-ci le 15 février 2025 en rentrant en jeu lors d'un match de championnat contre le FC Arouca. 4 jours plus tard, le 19 février, il remplace Morten Hjulmand à la mi-temps d'un match de Ligue des Champions face au Borussia Dortmund.

### En sélection
Avec l'équipe du Portugal des moins de 18 ans, Brito dispute quatre matchs amicaux en 2022.

## Statistiques

### En club
| Saison                | Club                  | Championnat           | Championnat | Championnat | Championnat | Coupe(s) nationale(s) | Coupe(s) nationale(s) | Coupe(s) nationale(s) | Compétition(s) continentale(s) | Compétition(s) continentale(s) | Compétition(s) continentale(s) | Compétition(s) continentale(s) | Total | Total | Total |
| Saison                | Club                  | Division              | M.          | B.          | P.d.        | M.                    | B.                    | P.d.                  | Comp.                          | M.                             | B.                             | P.d.                           | M.    | B.    | P.d.  |
| 2023-2024             | Sporting CP B         | Liga 3                | 25          | 2           | 0           | -                     | -                     | -                     | -                              | -                              | -                              | -                              | 25    | 2     | 0     |
| 2024-2025             | Sporting CP B         | Liga 3                | 13          | 0           | 0           | -                     | -                     | -                     | -                              | -                              | -                              | -                              | 13    | 0     | 0     |
| Sous-total            | Sous-total            | Sous-total            | 38          | 2           | 0           | -                     | -                     | -                     | -                              | -                              | -                              | -                              | 38    | 2     | 0     |
| 2024-2025             | Sporting CP           | Primeira Liga         | 2           | 0           | 0           | 1                     | 0                     | 0                     | C1                             | 1                              | 0                              | 0                              | 4     | 0     | 0     |
| Total sur la carrière | Total sur la carrière | Total sur la carrière | 40          | 2           | 0           | 1                     | 0                     | 0                     | -                              | 1                              | 0                              | 0                              | 42    | 2     | 0     |

## Palmarès
Sporting CP
- Championnat du Portugal
  - Champion en 2024-2025